# حمل (رياضيات)
في الحسابيات الابتدائية، الحمل هو رقم ينقل من عمود إلى آخر ذو مرتبة أعلى عند إجراء خوارزمية الحساب (algorithm of calculation) .
مثال على الحمل هي عملية الجمع التي تجري باستخدام الورقة والقلم:
```
  ¹
  27
+ 59
----
  86
```

حيث 7 + 9 = 16 ويصبح الرقم 1 هو الحمل.
عكس الحمل هو الاستعارة كما في عملية الطرح التالية:
```
−1

  47
- 19
----
  28
```

حيث هنا 7 - 9 = -2 تتحول إلى (10 - 9) + 7 = 8 بعد استعارة 10 من الخانة الأعلى قيمة.